# الميزان (مسلسل)
الميزان مسلسل تلفزيوني مصري عرض في رمضان 1437هـ/2016م، من بطولة غادة عادل، باسل خياط، أحمد فهمي، من تأليف باهر دويدار وإخراج أحمد خالد موسى وإنتاج طارق الجنايني.

## قصة المسلسل
تدور أحداث المسلسل داخل كواليس دار القضاء العالي بحبكة درامية مثيرة مليئة بالتشويق والمفاجآت، تبدأ خلالها القصة بمحاولة المحامية غادة عادل نهى كسب قضية براءة موكلها رجل الأعمال والسياسي الشهير أشرف زكي شريف مختار  من تهمة قتل زوجته، وخلال محاولاتها المستميتة تسرق منها مستندات براءته وتخسر القضية وسمعتها كذلك لتصاب بٱنهيار عصبي تدخل إثره المصحة، وتتوالى الأحداث لتكتشف خيانة زوجها باسل خياط لتطالبه بالطلاق لكنها بالمقابل تخسر حضانة إبنها، لكن رغبتها في الانتقام سرعان ما تجعلها تلملم جراحها وتتولى الدفاع عن مقدم برامج شهير أحمد فهمي متهم بقتل ابنة صديقه ورئيس القناة التي يعمل بها لتبدأ طريقا آخرى مليئ بالمخاطر والغموض رغبة في الحصول على براءته وإعادة سمعتها وإثبات أهليتها لحضانة إبنها.

## طاقم العمل

### الممثلون
| - غادة عادل: نهى رشاد - باسل خياط: المقدم خالد حسني - محمد فراج: محسن عبد التواب - أحمد فهمي: عمرو أمين - ناهد السباعي: قمر - صبري فواز: جمال الشربيني - بيومي فؤاد: أحمد عبد العزيز - أشرف زكي: شريف مختار - سناء شافع: المحامي مصطفى الخولي - أحمد العوضي: الرائد هشام الصاوي - هنا الزاهد: لينا الشربيني | - أميرة العايدي: وفاء زوجة جمال - محمد أبو الوفا: المعلم رزق - رانيا ملاح: فريدة - شيرين رضا: سميرة الرشيدي - أحمد صيام: فؤاد عبد الله - عارفة عبد الرسول: أم محسن عبد التواب - سلوى عثمان: والدة نهى - محمد جمعة: رجب - محمد نشأت: أيمن - دينا وشاحي: دكتورة نسرين - محمد علي رزق: المحامي ياسر عبد المجيد | - إسماعيل شرف: شوقي - محمد العمروسي: المخرج طارق - يوسف عثمان: زياد شريف مختار - مارتينا عبده: شيري - هند عبد الحليم (هند أحمد): رانيا - لبنى ونس: والدة خالد حسني - عزت بدران: اللواء أدهم عبد الحميد - جلال عبد القادر: والد نهى - محمود مسعود: الشيخ عارف - ياسمين رئيس: دينا فهيم - ح1 |

بالاشتراك مع
| - علي الطيب - أحمد صادق: والد رانيا - عبير فاروق: سحر أم رانيا - جيهان أنور: صديقة نهى - مصطفى يوسف: إسماعيل السيد التهامي - عاطف عمار: أدهم موسى وكيل النيابة - سحر عبد الحميد - عبد المنعم المرصفي: القاضي - نادية عباس - عبد المنعم رياض | - محسن صبري - عبد الحميد سند: الضابط رأفت إمام - طارق والي - محمد فتحي - محمد فهمي - أحمد راسم - حسن عثمان - طارق كمال - محمد دسوقي - محمد عمر | - مي رضا - إبراهيم الزهيري - هبة سمير - سمير حكيم - محمد أبو الدهب - محمد جاد - ريمون عادل - سعيد المغربي - محمد عبد الخالق:وكيل النيابة |

الأطفال
- أمل حسام: طفلة
- زياد قطب: ياسين خالد حسني

### الإداريون
| - كريم سعد: مونتير مساعد - راضي محمد - مجدي توفيق:مدير الإنتاج - سالم معروف: كوافير - سيبل جوكسون:ميكب أرتيست - محمود عزت:مساعد مخرج أول - فاطمة أبو زيد:مصمم إنتاج - شريف جلال: كاميرا مان - مصطفى الصاوي - على عسر:فوكس بولر - خالد حسن: مدير إدارة الإنتاج - محمد خطاب:مشرف مالي - ديفيد جابريس:كولوريست - أستوديو لوسيد:تصميم مقدمة | - هاني عبود:بوست برودكشين بروديوسر - عم حمدي:منتج تلفزيون - أحمد أبو السعد: مكساج - رامي عثمان: مهندس الصوت - خالد عزام: ستايلست - محمد فخري: مهندس الديكور - أمين بوحافة: الموسيقى التصويرية - باهر رشيد: مونتير - طارق زهران: مخرج منفذ - أشرف عبد المعبود: منتج فني - أحمد الجنايني: إشراف عام على الإنتاج - جنايني ميديا:التوزيع لجميع أنحاء العالم | - أحمد محمد عبد العزيز:مدير تصوير - باهر دويدار: مؤلف - طارق الجنايني: منتج - اكرم حسام الدين: مخرج مساعد - Squids Visual Arts: vfx - post production - أحمد خالد موسى: مخرج - أحمد علاء الدين: كلمات تتر النهاية - محمد نور: ألحان تتر النهاية وغناء (فرقة واما) - أحمد فهمي: غناء تتر النهاية (فرقة واما) - أحمد الشامي: غناء تتر النهاية (فرقة واما) - نادر حمدي: غناء تتر النهاية (فرقة واما) |

## قنوات البث
- الجدول التالي يبين القنوات التي عرض فيها المسلسل.

| الدولة | القناة                 | التاريخ      | مصادر             |
| ------ | ---------------------- | ------------ | ----------------- |
| مصر    | سي بي سي دراما         | 6 يونيو 2016 | [ 5 ] [ 6 ]       |
| مصر    | قناة أون تي في         | 6 يونيو 2016 | [ 6 ]             |
| مصر    | قناة نايل دراما        | 6 يونيو 2016 | [ 5 ] [ 7 ]       |
| مصر    | قناة الحياة            | 6 يونيو 2016 | [ 5 ] [ 6 ]       |
| مصر    | قناة الحياة 2          | 6 يونيو 2016 | [ 5 ]             |
| مصر    | قناة الحياة مسلسلات    | 6 يونيو 2016 | [ 5 ]             |
| مصر    | صدى البلد دراما        | 6 يونيو 2016 | [ 5 ]             |
| مصر    | صدى البلد              | 6 يونيو 2016 | [ 5 ] [ 6 ] [ 8 ] |
| مصر    | قناة دريم              | 6 يونيو 2016 | [ 5 ] [ 6 ]       |
| مصر    | قناة روتانا مصرية      | 6 يونيو 2016 | [ 5 ] [ 6 ]       |
| مصر    | قناة الفضائية المصرية  | 6 يونيو 2016 | [ 5 ] [ 9 ]       |
| مصر    | القناة الثانية المصرية | 6 يونيو 2016 | [ 5 ]             |
| مصر    | التلفزيون المصري       | 6 يونيو 2016 | [ 6 ]             |
| مصر    | إم بي سي مصر 2         | 6 يونيو 2016 | [ 6 ]             |

## روابط خارجية
- حول كواليس عالم الجريمة والمحاكم والمحاماة
- مؤتمر مسلسل الميزان بحضور أبطال العمل باستوديو مصر
- "واما" يسجل تتر مسلسل "الميزان"
- “التشويق”.. فرس رهان صناع مسلسل “الميزان”
- مسلسل الميزان على فيس بوك
- هنا الزاهد تروج لمسلسل "الميزان" على "فيس بوك "
- متصفحون على "فيس بوك" ينتقدون شعر الضابط.. باسل خياط في "الميزان"
- مسلسل الميزان El Mizan Series